# Nadine Krause
Nadine Krause (ur. 25 marca 1982 roku w Waiblingen) – niemiecka piłkarka ręczna, reprezentantka kraju. Gra na pozycji lewej rozgrywającej. W kadrze narodowej zadebiutowała w 1999 roku. Obecnie występuje w Bundeslidze, w drużynie TSV Bayer Leverkusen.
W 2006 roku została wybrana najlepszą piłkarką ręczną na świecie.

## Sukcesy

### Mistrzostwa Niemiec
- (2002)
- (2005, 2006, 2007)

### Mistrzostwa Danii
- (2008, 2009)

### Puchar Danii
- (2010)

### Puchar Zdobywców Pucharów
- ,  (2005, 2009)

### Mistrzostwa Świata
- (2007)

#### Mistrzostwa Świata Juniorek
- (2007)

### Nagrody indywidualne
- 2006: Najlepsza piłkarka roku na świecie
- 2005, 2006: Najlepsza piłkarka roku w Niemczech
- 2004/05, 2005/06, 2006/07: Najlepsza piłkarka sezonu w Niemczech
- 2006: Król strzelców Mistrzostw Europy
- 2005: Król strzelców Mistrzostw Świata
- 2005/06, 2006/07: Król strzelców sezonu w Bundeslidze